# Charlotte Johannesson
Jonnie Ann-Charlotte (Charlotte) Johannesson (Malmö, 28 de octubre de 1943) es una artista textil sueca, pionera de la gráfica digital. Fue una de las primeras artistas suecas en experimentar con la tecnología digital y los gráficos por computadora.
Es una artista textil que trabajó con diferentes materiales y soportes: utilizando tejidos, encajes, textiles y arte en fibras, principalmente de papel hecho a mano.
Fue la primera artista sueca que utilizó los ordenadores en su arte, junto con su marido Sture Johannesson. Ambos fueron considerados figuras de la contracultura sueca en las décadas de 1960, 1970 y 1980. En 1965 crearon Cannabis Gallery, un espacio de arte alternativo en Malmö que se disolvió en 1969.

## Arte textil
Formada como tejedora experta, a través del trabajo en telar, en los inicios de la década de 1970, expresó en las obras de arte tejidas la situación política de la época.

## Arte digital
En 1978, comenzó a crear sus obras con una computadora Apple II Plus, la primera generación de computadoras personales en lugar del telar. Antes, Astrid Sampe había utilizado una curva sinusoidal impresa digitalmente para crear prototipos de tejidos, pero Charlotte Johannesson utilizó al máximo la potencia de los ordenadores en el estudio Digitalteatern (Teatro digital) de Malmö, de 1981 a 1986, que contaba con uno de los sistemas Apple más avanzados de la época, y el primer laboratorio de artes digitales de Suecia y de Escandinavia. Fue financiado por la Junta Nacional Sueca de Tecnología y Desarrollo, rápidamente se convirtió en una tecnotopía en miniatura.

## Exposiciones
Del 7 de abril al 16 de agosto de 2021 se realizó la exhibición Llévame a otro mundo en Museo Nacional Centro de Arte Reina Sofía de Madrid, siendo la primera muestra monográfica de la artista en España. Contó con una selección de su producción de obras textiles y cinco obras creadas expresamente para esta exposición.

### Exposiciones pasadas
Exhibiciones en las que participó Johannesson en forma individual o grupal en eventos internacionales.
- Mud Muses. A Rant About Technology. Moderna Museet, Estocolmo. 2019-2020.[8]
- Migration: Traces in an Art Collection. Tensta Konsthall, Spanga. 2019
- Still I Rise: Feminisms, Gender, Resistance Act 2. De La Warr Pavilion, Bexhill on Sea, 2019.[9]
- Charlotte Johannesson. Hollybush Gardens, Londres, 2018
- Charlotte Johannesson: …Dust and Shadow…Space and Time… Hollybush Gardens. Londres. 2018[10]
- Pressure | Imprint. Konsthall. Malmö, 2017-2018[11]
- Pabellón Nórdico. La Biennale di Venezia. Bienal de Venecia. Venecia, 2017[12]
- 32.a Bienal de San Pablo. Bienal de São Paulo. São Paulo, 2016.[13][14]

### Colecciones permanentes
Cuenta con obras de arte textil y de arte digital que se encuentran en las colecciones exhibidas de forma permanente del Mderna Museet (Estocolmo).

## Premios
1976 - Beca de la Real Academia Sueca de las Artes
1986-1987 - Beca de la Real Academia Sueca de las Artes
2016 - Premio Aase & Richard Björklunds Fund

## Vida personal
Se casó con Sture Johannesson, un artista gráfico sueco, fallecido en 2018. Tuvieron una hija, Malinda.
Reside y trabaja en Skanör, en el extremo Sur de Suecia.